# Anele Ngcongca
Calvin Anele Ngcongca (21. října 1987 – 23. listopadu 2020) byl jihoafrický profesionální fotbalista, který hrál na pozici pravého obránce.

## Kariéra
Dne 29. srpna 2015 se připojil k Troyes AC na sezónní hostování z Genku poté, co byl svým hlavním trenérem odsunut na lavičku.
Dne 23. listopadu 2020 zemřel při dopravní nehodě na dálnici N2 v provincii KwaZulu-Natal. Před svou smrtí hrál za AmaZulu.